# 托尼·史密斯
安东尼·大卫·霍桑·史密斯（英語：Anthony David Hawthorn 'Tony' Smith；1967年3月13日—），澳大利亚政治人物。
早年就读于墨尔本大学经济系，后获得文学系荣誉学士学位。大学毕业后，成为澳大利亚公共关系协会的一位青年学者，后担任前联邦财政部长彼得·科斯特洛的媒体顾问。在2001年联邦大选中，代表自由党当选墨尔本东北部凱西選區的众议院議員。
2015年8月，接替布朗温·毕晓普，担任澳大利亚众议院议长。自由黨普遍對史密斯將能在議會中恢復對自由黨的信心充滿期望。史密斯被自由黨議員們描述為一位「溫和派」。自由黨普遍對史密斯將能在議會中恢復對自由黨的信心充滿期望。